# Admiral Schwarzes Meer
Die Dienststelle Admiral Schwarzes Meer, ab Februar 1943 Kommandierender Admiral Schwarzes Meer, war eine Kommandobehörde der Kriegsmarine im Zweiten Weltkrieg.

## Geschichte
Die Dienststelle des Admirals Schwarzes Meer wurde am 2. Januar 1942 in Bukarest aus dem Befehlshaber der Deutschen Marinemission in Rumänien aufgestellt und der Stab kam am 12. Mai 1942 in den Raum von Konstanza. Gemeinsam mit dem Admiral Ägäis (ab 1941) und dem Admiral Adria (ab 1943) erfolgte die Unterstellung unter das Marinegruppenkommando Süd.
Die Dienststelle zeichnete sich bei der Evakuierung der Halbinsel Krim aus und übernahm danach Sicherungsaufgaben an der rumänischen Küste. Nach dem Ausscheren Rumäniens aus den Achsenmächten wurde die Dienststelle am 9. November 1944 in Pilsen aufgelöst.

## Kommandierende Admirale
- Vizeadmiral Friedrich-Wilhelm Fleischer: von der Aufstellung bis 2. Mai 1942
- Konteradmiral/Vizeadmiral Hans-Heinrich Wurmbach: 15. Mai 1942 bis November 1942
  - Konteradmiral Hellmuth Heye: vom 15. September 1942 bis 18. November 1942 Vertretung
- Vizeadmiral Robert Witthoeft-Emden: von November 1942 bis 1. Februar 1943
- Konteradmiral/Vizeadmiral Gustav Kieseritzky: vom 7. Februar 1943 bis 19. November 1943
- Konteradmiral Helmuth Brinkmann: vom 23. November 1943 bis zur Auflösung

## Chefs des Stabes
- Kapitän zur See Wolff-Ehrenreich von Arnswaldt: von der Aufstellung bis April 1943
- Kapitän zur See Heinz-Dietrich von Conrady: von April 1943 bis August 1944
- Kapitän zur See Julius Steinbach: von August 1944 bis zur Auflösung

## Unterstellte Verbände und Einheiten (Auswahl)
Januar 1942
- Kommandant der Seeverteidigung U, später Kommandant der Seeverteidigung Krim
- Kommandant der Seeverteidigung V, später Kommandant der Seeverteidigung Ukraine (bis Dezember 1942)
- 30. U-Flottille
- 1. Schnellboot-Flottille, ab Mai 1942
- Donauflottille

August 1942
- Kommandant der Seeverteidigung Krim, später Kommandant der Seeverteidigung Krim-Ukraine
- Netzsperrgruppe Schwarzes Meer, ab Juli 1942

zusätzlich
- Kommandant der Seeverteidigung W, später Kommandant der Seeverteidigung Kaukasus bzw. Kommandant der Seeverteidigung Ostkrim
- Kommandant der Seeverteidigung X, später Kommandant der Seeverteidigung Westkrim
- Seetransportchef Schwarzes Meer, ab September 1942

Mai 1943
- Kommandant der Seeverteidigung Krim-Ukraine, anschließend aufgelöst
- Kommandant der Seeverteidigung Kaukasus
- Kommandant der Seeverteidigung Ukraine, ehemals Kommandant der Seeverteidigung X (bis Dezember 1943)
- 11. Schnellboot-Flottille, bis Oktober 1943
- Netzsperrgruppe Schwarzes Meer

Februar 1944
- Kommandant der Seeverteidigung Krim, ehemals Kommandant der Seeverteidigung Ukraine
- Kommandant der Seeverteidigung Ukraine, ehemals Kommandant der Seeverteidigung Kaukasus
- Netzsperrgruppe Schwarzes Meer

Juli 1944
- Kommandant der Seeverteidigung Rumänien, ehemals Kommandant der Seeverteidigung Ukraine
- Marine-Stammabteilung Schwarzes Meer
- Netzsperrgruppe Schwarzes Meer

## Bekannte Personen (Auswahl)
- Konteradmiral Carl August Claussen: von Januar 1942 bis Februar 1943 Werftbeauftragter bzw. Chef des Oberwerftstabes
- Konteradmiral (Ing.) Paul-Willy Zieb: von April 1942 bis Juli 1944 Chef des Oberwerftstabes